# Чемпіонат Швейцарії з хокею 1910
Чемпіонат Швейцарії з хокею 1910 — другий регулярний чемпіонат Швейцарії з хокею, чемпіоном став ХК «Ла Вілья». 
| М  | Команда                  |
| -- | ------------------------ |
| 1. | ХК «Ла Вілья»            |
| 2. | «Беллерів» (Вевей)       |
| 3. | ХК «Ле-Аван»             |
| 4. | ХК «Лейзин»              |
| 5. | Клуб де Патінуар Лозанна |
| 6. | ХК «Розей» (Гштаад)      |
| 7. | ХК «Ле Діаблере»         |